# Казанов, Игорь Яковлевич
И́горь Я́ковлевич Каза́нов (латыш. Igors Kazanovs; род. 24 сентября 1963, Даугавпилс) — советский и латвийский легкоатлет, специализтровался в барьерном беге. Выступал за сборные СССР и Латвии по лёгкой атлетике в 1980-х и 1990-х годах, обладатель серебряной и бронзовой медалей чемпионата мира в помещении, четырёхкратный чемпион Европы в помещении, многократный победитель и призёр первенств международного и национального значения, экс-рекордсмен Европы, рекордсмен СССР,  действующий рекордсмен Латвии в беге на 60 метров с барьерами, был рекордсменом Белоруссии на всех дистанциях барьерного спринта, но когда покинул Минск результаты аннулировали, участник двух летних Олимпийских игр. Мастер спорта СССР международного класса. В настоящее время проживает в Испании, где руководит строительной фирмой.

## Биография
Игорь Казанов родился 24 сентября 1963 года в городе Даугавпилсе Латвийской ССР.
Окончил Даугавпилсский железнодорожный техникум. Занимался лёгкой атлетикой в местном «Динамо», в разное время жил и тренировался в Минске, Риге, Петербурге, Барселоне. В это время проходил подготовку под руководством тренеров Виктории Гекиш (Даугавпилс), Яниса Гайлиша (Рига), Иманта Лиепиньша (Рига), Виктора Мясникова (Минск), Валентина Войнова (Петербург).
Впервые заявил о себе в лёгкой атлетике на всесоюзном уровне в сезоне 1984 года, когда выиграл серебряную медаль в беге на 60 метров с барьерами на зимнем чемпионате СССР в Москве и одержал победу в беге на 110 метров с барьерами на летнем чемпионате СССР в Донецке. Рассматривался в качестве кандидата на участие в летних Олимпийских играх в Лос-Анджелесе, однако Советский Союз вместе с несколькими другими странами восточного блока бойкотировал эти соревнования по политическим причинам. Вместо этого Казанов выступил на альтернативном турнире «Дружба-84» в Москве, где стал в барьерном беге пятым.
В 1985 году победил на зимнем чемпионате СССР в Кишинёве, получил серебро на летнем чемпионате СССР в Ленинграде. В составе советской сборной стартовал на чемпионате Европы в помещении в Пирее, где в барьерном беге на 110 метров дошёл до стадии полуфиналов.
В 1986 году стал серебряным призёром на зимнем чемпионате СССР в Москве и на летнем чемпионате СССР в Киеве, был лучшим на IX летней Спартакиаде народов СССР в Ташкенте, занял шестое место на Играх доброй воли в Москве, дошёл до полуфинала на чемпионате Европы в Штутгарте.
В 1987 году превзошёл всех соперников на зимнем чемпионате СССР в Пензе, на Кубке Европы в Праге и на летнем чемпионате СССР в Брянске, тогда как на чемпионате мира в Риме занял пятое место.
В 1989 году в дисциплине 60 метров с барьерами одержал победу на зимнем чемпионате СССР в Гомеле, стартовал на чемпионате Европы в помещении в Гааге и на чемпионате мира в помещении в Будапеште — во втором случае завоевал бронзовую медаль. Также на соревнованиях в Москве установил рекорд Европы на данной дистанции (7,42), которым владел несколько часов, остался рекордсменом СССР, до настоящего времени является национальным рекордом Латвии. На летнем чемпионате СССР в Горьком в беге на 110 метров с барьерами финишировал третьим.
В 1990 году был лучшим на зимнем чемпионате СССР в Челябинске, на чемпионате Европы в помещении в Глазго и на летнем чемпионате СССР в Киеве, занял пятое место на Играх доброй воли в Сиэтле, стал финалистом чемпионата Европы в Сплите.
В 1991 году победил на зимнем чемпионате СССР в Волгограде, получил серебряную награду на чемпионате мира в помещении в Севилье, дошёл до полуфинала на чемпионате мира в Токио.
После распада Советского Союза Казанов выступал на международном уровне за национальную сборную Латвии. Так, в 1992 году он выиграл чемпионат Европы в помещении в Глазго, представлял латвийскую команду на летних Олимпийских играх в Барселоне — в программе бега на 110 метров с барьерами остановился на стадии полуфиналов.
В 1993 году стал пятым на чемпионате мира в помещении в Торонто, победил на чемпионате России в Москве, показал шестой результат на чемпионате мира в Штутгарте.
В 1994 году бежал в полуфинале чемпионата Европы в помещении в Париже, финишировал шестым на Играх доброй воли в Санкт-Петербурге, был заявлен на чемпионат Европы в Хельсинки, но в итоге на старт здесь не вышел.
В 1995 году выступал на чемпионате мира в помещении в Барселоне и на чемпионате мира в Гётеборге.
На чемпионате Европы в помещении 1996 года в Стокгольме превзошёл всех соперников в беге на 60 метров и завоевал золото, в то время как на Олимпийских играх в Атланте дошёл до полуфинала.
В 1997 году принимал участие в чемпионате мира в помещении в Париже.
В 1998 году победил на чемпионате Европы в помещении в Валенсии, стартовал на чемпионате Европы в Будапеште.
В 1999 году бежал 60 метров с барьерами на чемпионате мира в помещении в Маэбаси.
Находился в стартовом листе чемпионата Европы в помещении 2000 года в Генте, но в конечном счёте здесь не стартовал.
Завершил спортивную карьеру по окончании сезона 2001 года.